# Замкнутая экосистема
Замкнутая экосистема — экосистема, не предполагающая какого-либо обмена веществом с внешней средой.
Термин чаще всего используется для описания рукотворных экосистем относительно малого масштаба. Такие системы представляют научный интерес и могут потенциально служить в качестве систем жизнеобеспечения во время космических полётов, на космических станциях и в космических поселениях.

## Принципы функционирования
В замкнутых экосистемах любые отходы жизнедеятельности одного биологического вида должны быть утилизированы как минимум одним другим видом. Следовательно, если преследуются цель поддержания жизни человека, то все отходы жизнедеятельности человека должны быть в конечном итоге преобразованы в кислород, пищу и воду.
Замкнутая экосистема обязана иметь в своём составе как минимум один аутотрофный организм. Несмотря на то, что использование хемотрофов также имеет потенциал, на данный момент практически все замкнутые экосистемы основаны на фототрофах, таких как зелёные водоросли.

## Примеры

### Крупный масштаб
- Биосфера-2

### Средний масштаб
- MELiSSA, БИОС-3, «Юэгун-1»

### Малый масштаб
- Герметичные аквариумы со специально подобранными параметрами.
- Экосистема в бутылке.[1][2]